# Florilegus condignus
Florilegus condignus là một loài Hymenoptera trong họ Apidae. Loài này được Cresson mô tả khoa học năm 1878.

## Hình ảnh

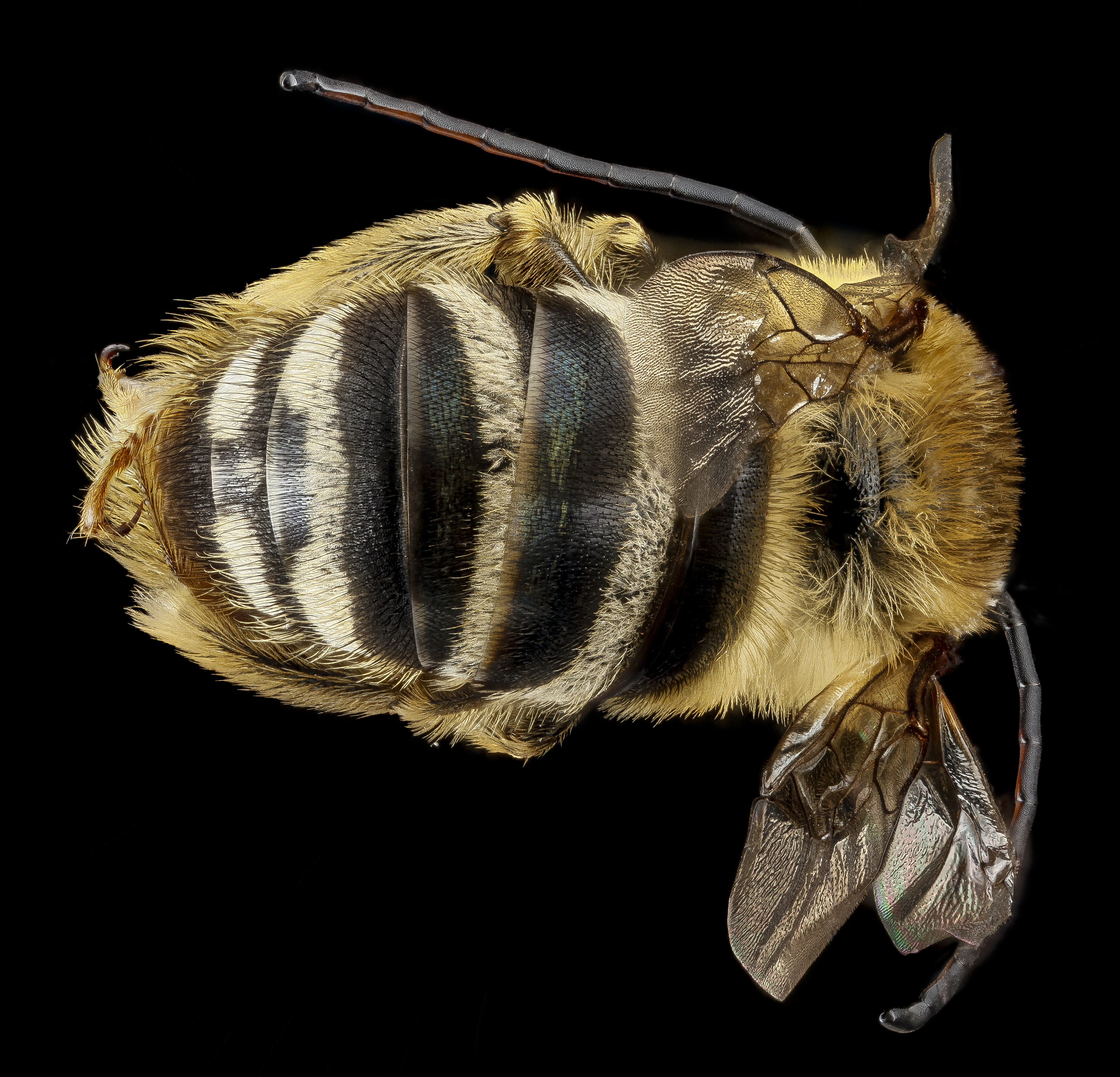
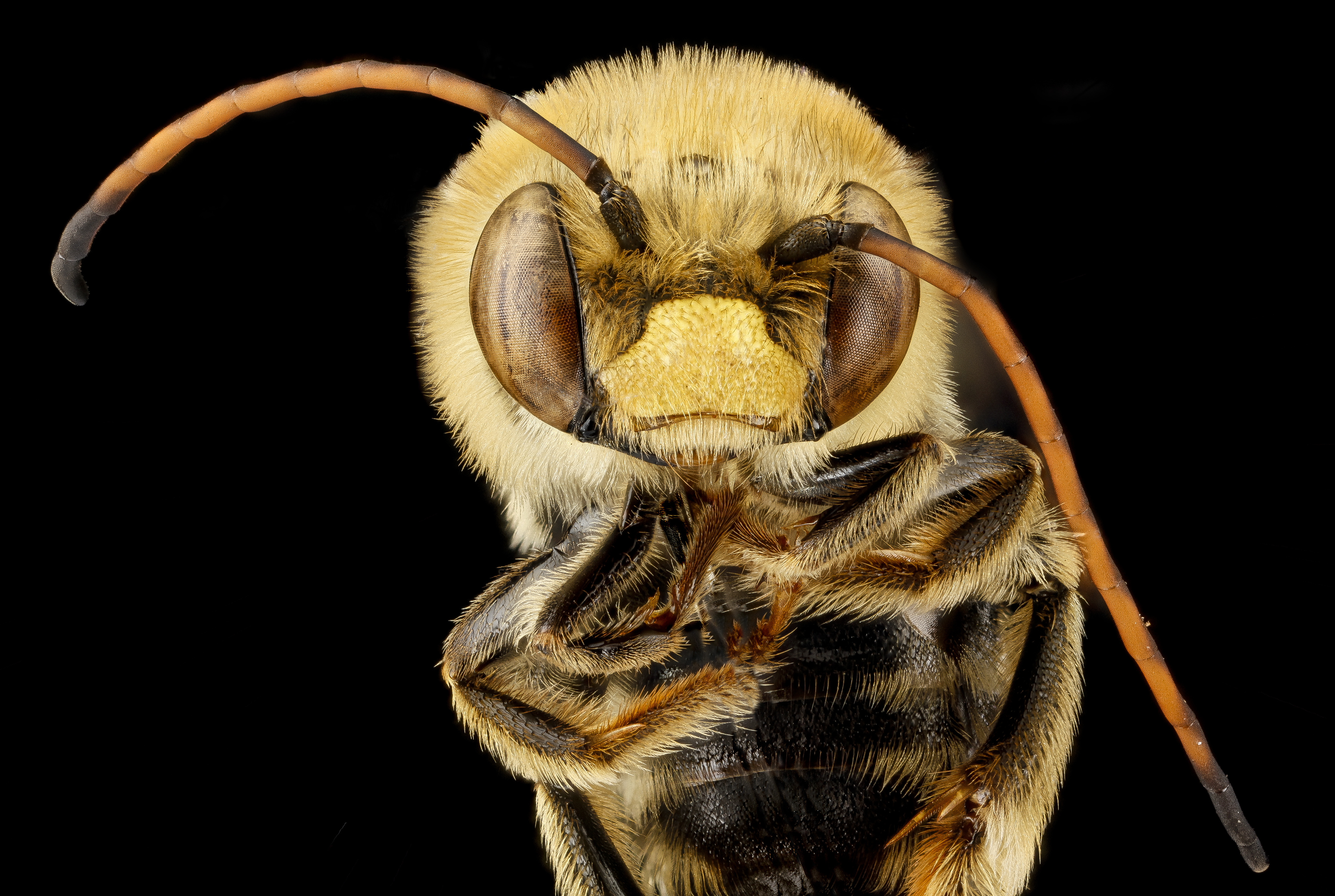